# Pycnocraspedum fulvum
Pycnocraspedum fulvum är en fiskart som beskrevs av Machida, 1984. Pycnocraspedum fulvum ingår i släktet Pycnocraspedum och familjen Ophidiidae. Inga underarter finns listade i Catalogue of Life.